# Stopalo
Stopalo je biološka struktura prisutna kod brojnih životinja, korištena u kretanju. Kod brojnih životinja, stopalo je odvojeni organ na završnom dijelu noge sačinjeno od jednog ili više segmenata, u pravilu uključujući kandže ili nokte.

## Uobičajeni oblici
Kod kopnenih životinja, neki člankonošci i svi kralješnjaci imaju složene organe stopala. Stopalo člankonošca poznato je kao članak (tarsus), i smješten je distalno od goljenice. Kod primitivnih kukaca, članak je bio jedinstven segment, no u razvijenijih kukaca članak je sastavljen do pet segmenata, obično s kandžama.
Stopala kopnenih kralješnjaka, tetrapoda, razvila su se po prvi puta u vodozemaca iz peraja njihovih ribljih predaka, riba koje su izašle iz vode prije otprilike 370 milijuna godina, u gornjem devonu, vjerojatno radi izbjegavanja grabežljivaca i iskorištavanja veću raznolikost izvora hrane na kopnu. Prednji i stražnji udovi ranih tetrapoda razvili su se iz prsnih i zdjeličnih peraja njihovih ribljih predaka, no raniji oblici stopala poput onih u ihtiostege već su sadržavali oblik stopala kakve današnji tetrapodi imaju.
Kopneni kralješnjaci po stopalim su krakaterizirani kao tabanaši, polutabanaši ili prstaši. Kod tabanaša, poput žaba, medvjeda i ljudi, čitav donji dio stopala podupire težinu životinje. Kod polutabanaša, poput vukova i ptica, prsti nose težinu životinje, dok su gornji dijelovi stopala, ručni zglob i gležanj, uzdignuti. Naposljetku, kod prstaša, poput krava i konja, čak su i prsti uzdignuti, dok se životinja kreće na vrhovima svojih noktiju, koji su se razvili radi podupiranja velike težine i nazivaju se kopitima.

## Ljudsko stopalo

### Anatomija
Čovjek spada u skupinu tabanaša; stopalo čitavim donjim dijelom nosi težinu tijela. Koža na tabanima gušća je od svih područja prekrivenih kožom na ljudskom tijelu. Evolucija čovjeka potaknula je postanak gušće kože na stopalima zbog njegova postupnog kretanja na samo dvije noge.

#### Kosti
Veće kosti u ljudskom stopalu jesu:
- Članci prstiju (phalanges) kosti su smještene u prstima stopala.
- Metatarzalne kosti (ossa metatarsi) kosti su sredostoplja.
- Klinaste kosti (ossa cuneiformia) tri su kosti smještene u sredostoplju.
- Kockasta kost (os cuboideum) priliježe uz klinaste kosti.
- Čunasta kost (os naviculare) kost je koja se nalazi iza klinastih kostiju.
- Gležanjska kost (astragalus) kost je koja je smještena iza čunaste kosti.
- Petna kost (os calcis) kost je smještena ispod gležanjske kosti te iza kockaste kosti.

Stopalo također sadrži male sezamske koščice koje su u sastavu tetiva i nalaze se na mjestima gdje tetive klize preko pomičnih zglobova.

#### Zglobovi
Zglobovi stopala jesu:
1. gležanj
2. intertarzalni zglobovi
3. metatarzofalangealni zglobovi
4. interfalangealni zglobovi stopala

#### Mišići
Mišiće stopala uključuju:
- Dorzalni
  - Kratki ispružač palca (lat. m. extensor hallucis brevis)
  - Kratki ispružač prstiju (lat. m. extensor digitorum brevis)
- Plantarni
  - Medijalni dio
    - Odmicač palca (lat. m. abductor hallucis)
    - Kratki pregibač palca (lat. m. flexor hallucis brevis)
    - Primicač palca (lat. m. adductor hallucis)

  - Lateralni dio
    - Odmicač maloga prsta (lat. m. abductor digiti minimi)
    - Kratki pregibač maloga prsta (lat. m. flexor digiti minimi brevis)

  - Središnji dio
    - Kratki pregibač prstiju (lat. m. flexor digitorum brevis)
    - Četverokutni tabanski mišić (lat. m. quadratus plantae)
    - Glistoliki mišići (lat. mm. lumbricales)
    - Međukoštani mišići (lat. mm. interossei)
      - Tabanski međukoštani mišići (lat. mm. interossei plantares)
      - Hrpteni međukoštani mišići (lat. mm. interossei dorsales)

## Kultura
U različitim kulturama diljem svijeta stopalo je tumačeno i razmatrano na drugačiji način.
- U Kini, između perioda 10-og i 20-og stoljeća, prakticirano je vezivanje stopala djevojčicama radi sprječavanja rasta stopala, rezultirajući estetski preferiranim no teško deformiranim stopalom.
- U zajednicama Bliskog istoka, ženska se stopala smatraju predivnim organima koji zahtijevaju stalnu njegu. Među popularnijim aktivnostima na Bliskom istoku povezanih sa stopalima jesu henna tetovaže i nošenje narukvica oko gležnjeva.
- Među nekoliko kršćanskih denominacija, pranje stopala vjerski je ritual koji potječe od Isusova pranja stopala njegovih učenika na Posljednjoj večeri.

## Običaji
Običaji koji uključuju nošenje obuće tijekom boravka u zatvorenim prostorima značajno se razlikuju od mjesta do mjesta, te često ovise o klimi, vremenskim uvjetima ili drugim čimbenicima:
- Običaj je skinuti obuću prije ulaska u nečiji dom:
  - u većini Europe i Kanade, kao i u mnogim domovima Novog Zelanda i Australije.
  - u Koreji i Japanu običaj je toliko rasprostranjen da su podovi često načinjeni od materijala koji su premekani da bi se po njima hodalo u obući.
- U određenim kulturama, golo stopalo može se smatrati uvredljivim i neuglednim prizorom. U Tajlandu, pokazati nekome taban smatra se teškom uvredom, iako su ondje bosonogi ljudi čest primjer iz različitih razloga, uključujući toplu klimu i tradiciju.
- U mnogim religijskim podgrupama Uzbekistana, dodirivanje tuđeg stopala znak je privrežnosti prema toj osobi. Ipak, konzervativnije obitelji gledaju na to kao promiskuitetan čin.
- Stopala su najčešća "meta" škakljanja. Tabani su u pravilu veoma osjetljivi na škakljanje.

## Uobičajena mjerenja
Jedan od načina mjerenja kratkih udaljenosti na tlu jest postavljanjem jednog stopala izravno pred drugo stopalo, što je dovelo do prihvaćanja stope kao jedinice duljine, iako ne odgovaraju sva stopala ovoj mjernoj jedinici.

## Medicinski pogled
Zbog svoje funkcije i pozicije, stopala su izložena brojnim i raznolikim potencijalnim infekcijama i ozljedama, uključujući i atletsko stopalo, čukalj, urasli nokti, Mortonov neurom, plantarni fasciitis te plantarne bradavice. Uz to, postoji nekoliko genetski stanja koje utječu na oblik i funkciju stopala, poput skvrčenog kopitastog stopala ili ravnog stopala.